# Nicolás Dibble
Nicolás Ecequiel Dibble Aristimuño (Colonia del Sacramento, 27 maggio 1994) è un calciatore uruguaiano, attaccante del Fénix.

## Caratteristiche tecniche
È un centravanti.

## Carriera
Cresciuto nelle giovanili del Plaza Colonia, ha esordito il 13 ottobre 2013 in occasione del match pareggiato 1-1 contro il Dep. Maldonado.

## Statistiche

### Presenze e reti nei club
Statistiche aggiornate al 16 marzo 2018.
| Stagione             | Squadra              | Campionato           | Campionato | Campionato | Coppe nazionali | Coppe nazionali | Coppe nazionali | Coppe continentali | Coppe continentali | Coppe continentali | Altre coppe | Altre coppe | Altre coppe | Totale | Totale | Totale |
| Stagione             | Squadra              | Comp                 | Pres       | Reti       | Comp            | Pres            | Reti            | Comp               | Pres               | Reti               | Comp        | Pres        | Reti        | Pres   | Reti   |        |
| -------------------- | -------------------- | -------------------- | ---------- | ---------- | --------------- | --------------- | --------------- | ------------------ | ------------------ | ------------------ | ----------- | ----------- | ----------- | ------ | ------ | ------ |
| 2013-2014            | Plaza Colonia        | SD                   | 27         | 0          |                 | -               | -               |                    | -                  | -                  |             | -           | -           | 27     | 0      |        |
| 2014-2015            | Plaza Colonia        | SD                   | 21         | 4          |                 | -               | -               |                    | -                  | -                  |             | -           | -           | 21     | 4      |        |
| 2015-2016            | Plaza Colonia        | PD                   | 29         | 3          |                 | -               | -               |                    | -                  | -                  |             | -           | -           | 29     | 3      |        |
| Totale Plaza Colonia | Totale Plaza Colonia | Totale Plaza Colonia | 77         | 7          |                 | -               | -               |                    | -                  | -                  |             | -           | -           | 77     | 7      |        |
| 2016                 | Peñarol              | PD                   | 11         | 3          |                 | -               | -               | CS                 | 2                  | 0                  |             | -           | -           | 13     | 3      |        |
| 2017                 | Peñarol              | PD                   | 15         | 2          |                 | -               | -               | CL                 | 3                  | 0                  |             | -           | -           | 18     | 2      |        |
| Totale Peñarol       | Totale Peñarol       | Totale Peñarol       | 26         | 5          |                 | -               | -               |                    | 5                  | 0                  |             | -           | -           | 31     | 5      |        |
| 2017-2018            | Gimnasia (LP)        | PD                   | 16         | 1          | CA              | 0               | 0               |                    | -                  | -                  |             | -           | -           | 16     | 1      |        |
| Totale carriera      | Totale carriera      | Totale carriera      | 119        | 13         |                 | 0               | 0               |                    | 5                  | 0                  |             | -           | -           | 124    | 13     |        |

## Palmarès

### Club

#### Competizioni nazionali
- Campionato uruguaiano: 1

Plaza Colonia: Clausura 2016